# Czarnogłówka perska

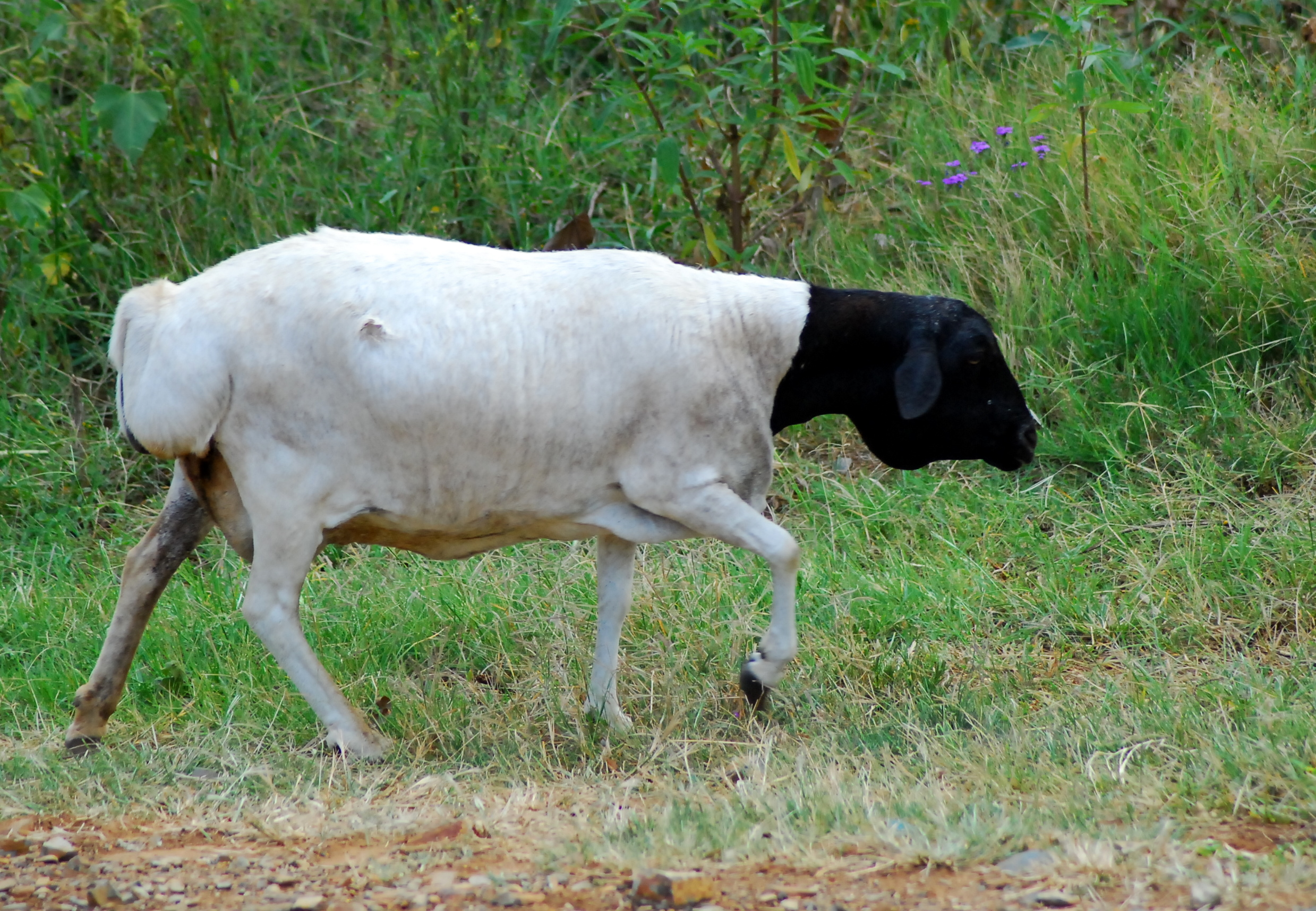
Czarnogłówka perska w Pretorii, RPA

Czarnogłówka perska (owca perska czarnogłowa) – rasa owiec szerstnych, tłustoogoniastych, wyhodowana w Afryce Południowej w wyniku krzyżowania owcy somalijskiej, na świecie znana pod nazwą Blackhead Persian lub Swartkoppersie. Podobnie jak rasa, od której się wywodzi, charakteryzuje się brakiem rogów oraz białym umaszczeniem ciała i czarną głową. Jest odporna na wysokie temperatury. Użytkowana dla mięsa. 